# Neofit Bozvelievo, Kărdjali
Neofit Bozvelievo (în bulgară Неофит Бозвелиево) este un sat în comuna Momcilgrad, regiunea Kărdjali,  Bulgaria. 

## Demografie
Componența etnică a satului Neofit Bozvelievo
     Turci (99,7%)
     Nicio identificare (0,29%)
     Altele (0%)
La recensământul din 2011, populația satului Neofit Bozvelievo era de 334 locuitori. Din punct de vedere etnic, majoritatea locuitorilor (99,7%) erau turci. Pentru 0,29% din locuitori nu este cunoscută apartenența etnică.